# Solmizacija
Solmizacija (eng. solfège, solmization) je način imenovanja tonova određenim slovima muzičke abecede glazbenih tonova, prilagođena pjevanju.
Tradicionalni (solmizacijski) način imenovanja nota je do (ut) - re - mi - fa - so(l) - la - si (ti) (od najniže do najviše). Tonovi su dobili imena prema latinskom himanu za Sv. Ivana Krstitelja: Utqueant laxis resonare fibris Mira gestorum famuli tuorum Solve polluti labilii reatum, Sancte Ioannes.
Drugi način je imenovanje slovima abecede, C - D - E - F - G - A - H (ili B u nekim zemljama).